# Кэри, Джойс
А́ртур Джойс Лю́нел Кэ́ри (англ. Arthur Joyce Lunel Cary, 7 декабря 1888, Лондондерри — 29 марта 1957, Оксфорд) — британский писатель и художник ирландского происхождения.

## Биография
Учился в Тринити-колледже Оксфордского университета, где получил сначала степень бакалавра, затем — магистра гуманитарных наук. В Эдинбургском университете и в Париже занимался живописью и изучал историю искусства. 
В 1913 году поступил на службу в колониальную администрацию Нигерии, в годы Первой мировой войны участвовал в Камерунской компании в составе британских колониальных войск; этот опыт впоследствии был отражён в его ранних работах, например, в «Господине Джонсоне». После войны жил в Западной Африке, в 1920 году по состоянию здоровья вернулся в Англию.
Под влиянием трилогий Джойса Кэри канадский писатель Робертсон Дэвис впоследствии создал свои «дептфордскую» и «корнишскую» трилогии.
Произведение Кэри «Обитель детства» в 1942 году было удостоено премии как лучший английский роман.
В 1949 году заслуги Джойса Кэри признало британское правительство, наградив его Орденом Британской империи 3-й степени; писатель, однако, отклонил награду, не признавая за государством права судить ни о художественных, ни об идейных достоинствах литературных произведений.(В. С. Муравьев, Предисловие к сочинениям Кэри).
В 1952 году у Кэри появились первые проблемы с мышцами, которые первоначально были диагностированы как бурсит, но в течение следующих двух лет его состояние ухудшилось, и ему был поставлен окончательный диагноз — болезнь Лу Герига (БАС). Поскольку его мышцы ослабевали, чтобы продолжать писать, Кэри должен был привязывать перо к руке, а его рука поддерживалась веревкой. Наконец, он был вынужден диктовать, пока мог говорить, а затем прекратил писать впервые с 1912 года. Его последняя работа, роман «Пленник и свободный» (1959), остался незавершенным.